# Johann Atrops
Johann Ludwig Atrops (* 5. Oktober 1921 in Moers; † 26. Mai 2001) war ein deutscher Ingenieur und Professor für Bauingenieurwesen und Gründungsrektor der Fachhochschule Köln.

## Leben
Nach dem Abitur am Adolfinum in Moers studierte Atrops an den Universitäten Köln, Braunschweig und Karlsruhe. Zum 1. Oktober 1953 wurde er Dozent an der Staatlichen Ingenieurschule für Bauwesen Köln. Am 29. April 1957 wurde er zum Baurat im technischen Schuldienst ernannt. Von 1966 bis 1971 war er Inhaber des Lehrstuhls für Bauliche Anlagen der Erdölindustrie an der University of the West Indies (Trinidad), wo er wesentlich am Aufbau der Ingenieurausbildung beteiligt war und unter anderem 1967 die erste karibische Schweißkonferenz organisierte sowie später Präsident des karibischen Schweißverbandes wurde.
Im Jahr 1971 übernahm Atrops die Aufgabe als Gründungsrektor der Fachhochschule Köln. Ab 1974 war er in mehreren Projekten der UNESCO in Indonesien, Brasilien und im Sudan tätig. Im Jahr 1976 gründete er das Institut für Tropentechnologie an der Fachhochschule Köln. Von 1980 bis 1984 war er wiederum Rektor der Fachhochschule. 1984 organisierte er die erste Weltkonferenz für Angewandte Ingenieurwissenschaften.

## Ehrungen
- 1984: Verdienstkreuz 1. Klasse der Bundesrepublik Deutschland

## Schriften
- Untersuchung der Versteifungen von Rohrverzweigungen, Karlsruhe 1953 (Dissertation)
- Entstehen und Werden einer Hochschule. Die Fachhochschule Köln ist grossjährig, Bachem, Köln 1990, ISBN 3-89172-180-3.